# 平山敏雄
平山 敏雄（ひらやま としお、1920年10月26日 - 2005年4月27日）は、日本の経営者。
新潟日報社社長を務めた。東京都出身。

## 経歴
1944年に東北帝国大学法文学部を卒業し、1945年に新潟日報社に入社。1971年に取締役に就任し、1976年に常務、1979年に専務を経て、1983年には社長に就任。1990年から取締役相談役を務めた。
1990年11月に勲三等瑞宝章を受章した。
2005年4月27日胃がんのために死去。84歳没。